# Christie Brinkley

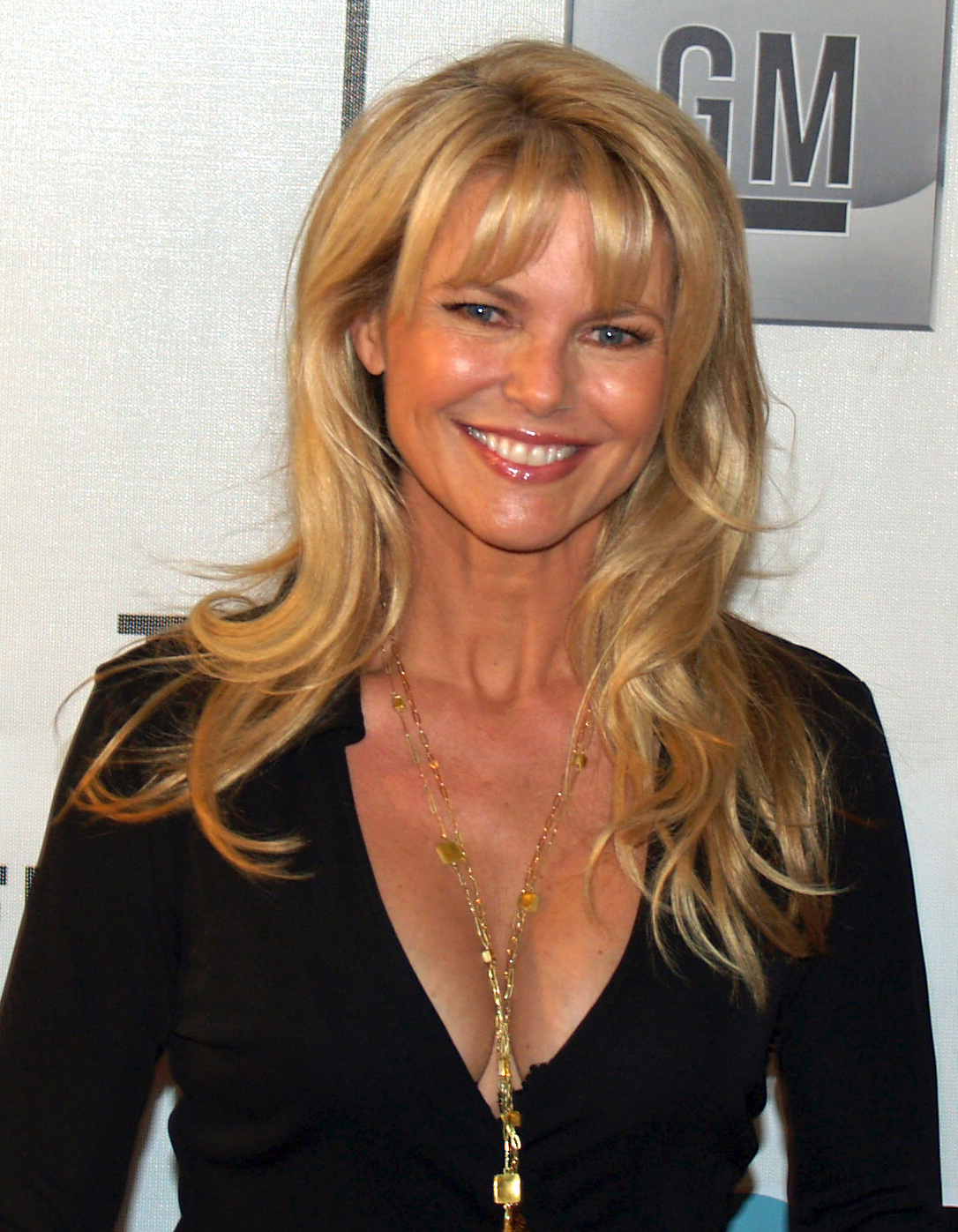
Christie Brinkley beim Tribeca Film Festival 2007

Christie Brinkley (* 2. Februar 1954 in Monroe, Michigan) ist ein US-amerikanisches Fotomodell sowie eine Schauspielerin, Designerin und Aktivistin.

## Leben

### Karriere
Bekannt wurde Brinkley durch ihre drei Titelfotos auf der Sports Illustrated Swimsuit Edition in den späten 1970er und frühen 80er Jahren und ihren langjährigen Vertrag mit CoverGirl. 2017 knüpfte sie an ihren Erfolg an und erschien als bis dahin ältestes Model noch einmal auf dem Titelbild der Sports Illustrated Swimsuit Edition.
Brinkley trat auch als Schauspielerin, Zeichnerin, Fotografin, Schriftstellerin, Designerin und als Aktivistin für die Rechte der Menschen und Tiere und der Umwelt in Erscheinung.
Ihre finanziellen Beteiligungen belaufen sich auf einen geschätzten Wert von 80 Millionen US-Dollar. Dazu gehören vor allem der Besitz von Immobilien, ein Großteil davon in den Hamptons.
Brinkley erschien auf über 500 Titelseiten, darunter Us Weekly, Vogue, Cosmopolitan, Glamour und der meistverkauften Ausgabe von Life und warb für zahlreiche Unternehmen. Seit 2019 ist sie Testimonial für die Schönheitsprodukte der Frankfurter Merz Pharma.
Brinkleys erste Rolle als Schauspielerin war in dem 1983 erschienenen Film Die schrillen Vier auf Achse mit Chevy Chase. 1997 spielte sie auch in der Fortsetzung Die schrillen Vier in Las Vegas mit. Ebenfalls 1983 wirkte sie mit im Musikvideo zu Uptown Girl von Billy Joel.
Im März 2022 nahm Brinkley als Lemur an der siebten Staffel der US-amerikanischen Version von The Masked Singer teil, in der sie den elften von 15 Plätzen belegte.

### Persönliches
Brinkley war viermal verheiratet. Die erste Ehe mit Jean-François Allaux blieb kinderlos. Aus der zweiten Ehe mit dem Musiker Billy Joel stammt ihre Tochter Alexa Ray Joel (* 1985). Aus der dritten Ehe mit Richard Taubman stammt der Sohn Jack Paris Taubman (* 1995) und mit ihrem vierten Ehemann Peter Halsey Cook hat sie eine weitere Tochter Sailor Lee Cook (* 1998). Seit 2008 ist Brinkley wieder geschieden.

## Filmografie
- 1983: Die schrillen Vier auf Achse (National Lampoon’s Vacation)
- 1997: Die schrillen Vier in Las Vegas (Vegas Vacation)
- 2009: Alles Betty! (Ugly Betty, Fernsehserie, eine Folge)
- 2011: Jack und Jill (Jack and Jill)
- 2012–2015: Parks and Recreation (Fernsehserie, vier Folgen)
- 2014: Safety in Paradise (Kurzvideo)
- 2015: Donny! (Fernsehserie, eine Folge)
- 2017: Nightcap (Fernsehserie, zwei Folgen)
- 2019: Die Goldbergs (The Goldbergs, Fernsehserie, eine Folge)

## Veröffentlichungen
- Timesless Beauty: Over 100 Tips, Secrets & Shortcuts To Looking Great. Grand Central Life & Style, New York 2015, ISBN 978-1-4555-8794-0.